# 佩列謝連齊
47°28′46″N 30°40′3″E / 47.47944°N 30.66750°E
佩雷塞倫齊（烏克蘭語：Переселенці）是位於烏克蘭西南部的村莊，由敖德萨州贝雷济夫卡区的米科萊夫卡市鎮負責管轄。該村始建於1930年，面積1.7平方公里，海拔高度138米，2001年人口381，人口密度每平方公里224.12人。